# Église Saint-Martin de Lamnay
Pour les articles homonymes, voir Église Saint-Martin.
L'église Saint-Martin est une église catholique située sur le territoire de la commune de Lamnay, en France. Elle est inscrite au titre des monuments historiques.

## Localisation
L'église est située dans le département français de la Sarthe, dans le bourg de Lamnay.

## Architecture
L'édifice est inscrit au titre des monuments historiques depuis le 24 février 1994.